# Castello Des Rives
Il castello des Rives (pron. [de ʁiv]; in francese, Château des Rives) è un antico maniero, oggi in rovina, sito a Châtillon, sulla collina morenica di Saint-Clair.

## Descrizione
Il castello, di cui oggi rimane solo un muro pericolante e la cappella castrense, è citato per la prima e ultima volta nel 1242, durante una ricognizione feudale. Secondo la tradizione, il maniero apparteneva all'ordine dei Templari, ipotesi che non è da escludere, vista la probabile presenza in Valle d'Aosta di ordini ospitalieri. Sull'odierna collina di Saint-Clair sorgeva a quel tempo un borgo superiore per dimensioni, secondo la leggenda, al vicino borgo di Châtillon.
Secondo lo storico Jean-Baptiste de Tillier, il borgo di Saint-Clair venne distrutto da un'esondazione della Dora Baltea, che spinse i sopravvissuti ad andare ad abitare a Châtillon. Il maniero rimase successivamente disabitato e, col tempo, cadde in rovina e fu probabilmente utilizzato come cava. Non esistono, infatti, altre documentazioni del maniero posteriori al 1242.

## Cappella di Saint-Clair
Oltre al muro, rimase in piedi la cappella castrense, situata più a monte, che doveva essere dedicata a Notre-Dame du Châtelard. La chiesetta tipicamente romanica andò a degradarsi nei secoli fino a quando, nel 1663, venne distrutta e ne venne ricostruita una nuova su commissione di Alexandre Beffa, un borghese di Châtillon che fece costruire anche la cappella della Madonna delle Grazie (Notre-Dame-de-Grâce) alla fine dell'antico ponte romano. La cappella è intitolata a Saint-Clair. 
La cappella cadde nuovamente in rovina e, nel 1878, fu nuovamente riedificata per volontà di Joseph-Auguste Duc e assunse l'aspetto attuale, in stile neogotico, totalmente bianca all'esterno e con le volte interne affrescate di blu con stelle gialle, come il cielo notturno. Sopra il portale d'accesso, nella parte interna, si trova inoltre un piccolo organo ligneo, come l'altare, sempre in stile neogotico.
Ogni anno, il lunedì di Pasqua, rispettando una tradizione probabilmente medievale, gli abitanti di Châtillon si dirigono in processione dalla chiesa parrocchiale dedicata a San Pietro fino alla cappella.